# 水沢あのん
水沢 あのん（みずさわ あのん、1972年3月14日 - ）は、日本の元AV女優。
東京都出身。身長:160cm。スリーサイズ:B83・W58・H86。血液型:B型。

## 略歴
1991年にAVデビュー。
1993年に引退。

## 出演作品

### アダルトビデオ
- ショック! 水沢あのん（1991年、GLORIA）※デビュー作
- ヴァンプあのん（1991年、GLORIA）
- グリーン・ドア（1991年、GLORIA）
- NEWグリーン・ドア GET UP,STAND UP（1991年、GLORIA）
- ウルトラQ2 （1991年、GLORIA）
- あのんとオサムちゃんのHOW TO バコバコ FUCK編（1991年、OSAMU・LAND）
- ブラボーあのん（1992年、JANIS）
- ブルマ〜 お口で教えて（1992年、OAKLAND）
- 原色VIDEO図鑑 OL倶楽部 Vol.9（1992年8月30日、宇宙企画）オムニバス作品
- 原色VIDEO図鑑 高級制服倶楽部 Vol.6（1992年9月20日、宇宙企画）他出演:惑井魅愛、吉沢あかね、希志真理子
- 女学生通信 5（1992年10月11日、宇宙企画）他出演:如月しいな、佐伯麗子 ほか
- LINGERIE・LOVE 1（1992年、mediax）他出演:渡辺由架、篠宮響子、草原すみれ
- 原色VIDEO図鑑 高級制服倶楽部 Vol.8（1993年3月14日、宇宙企画）他出演:八萩純、北原志穂、石倉珠美
- ボディコンノーパン痴漢電車（1993年、笠倉出版社）共演:石倉さとみ、篠崎加代